# Ventotene
Ventotene és un comune (municipi) de la província de Latina, a la regió italiana del Laci.
A 1 de gener de 2019 tenia 769 habitants.